# Sumberargo
Sumberargo is een bestuurslaag in het regentschap Situbondo van de provincie Oost-Java, Indonesië. Sumberargo telt 1782 inwoners (volkstelling 2010).